# Росвил (Тенеси)
Росвил (енгл. Rossville) град је у америчкој савезној држави Тенеси.

## Демографија
По попису из 2010. године број становника је 664, што је 284 (74,7%) становника више него 2000. године.
| Група             | 2000.       | 2010.       |
| Белци             | 274 (72,1%) | 549 (82,7%) |
| Афроамериканци    | 95 (25,0%)  | 82 (12,3%)  |
| Азијати           | 0 (0,0%)    | 12 (1,8%)   |
| Хиспаноамериканци | 2 (0,5%)    | 9 (1,4%)    |
| Укупно            | 380         | 664         |